# Fußgängerfurt

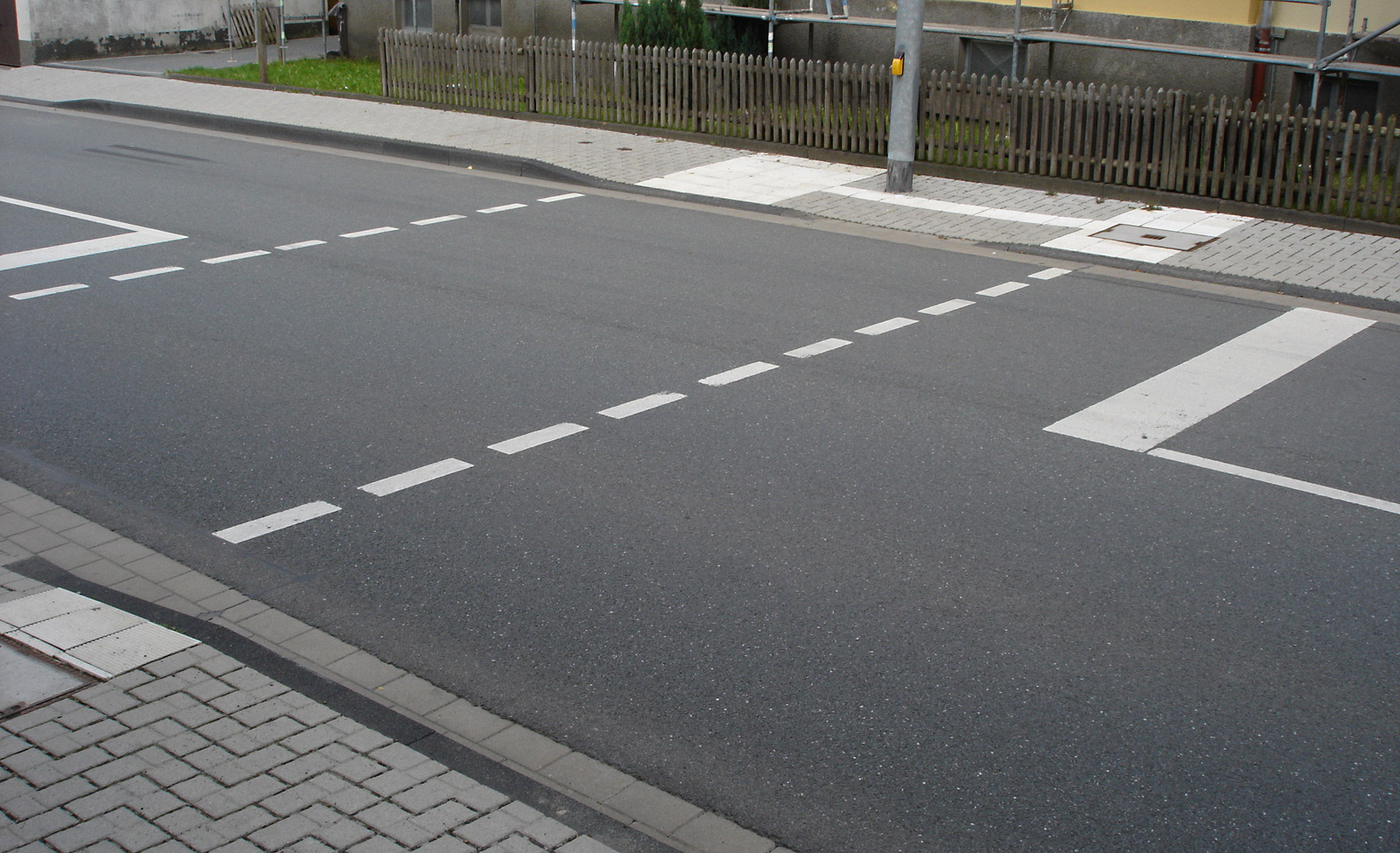
Fußgängerfurt an einer Ampelanlage

Eine Fußgängerfurt ist in Deutschland eine durch Markierungen fast ausschließlich an Ampelanlagen gekennzeichnete Fläche auf der Straße. Die Furt dient der Verkehrsführung für Fußgänger und anderen Teilnehmern als Hinweis, wo mit Fußgängern zu rechnen ist, und wird durch eine dünne unterbrochene Linie gekennzeichnet. Der einzige Fall nach deutscher StVO, wo eine Fußgängerfurt abseits von Ampeln markiert sein darf, sind Querungsstellen, an denen zeitweise Verkehrshelfer zum Einsatz kommen.
Eine Radwegefurt (in der StVO auch Radwegfurt oder Radfahrerfurt, nach Empfehlungen für Radverkehrsanlagen (ERA 2010) inzwischen offiziell Radverkehrsfurt  genannt) ist in Deutschland eine Markierung, die einen Radweg über einen Knotenpunkt führt. Die Markierungen unterstreichen den Vorrang der Radfahrer, der durch Verkehrszeichen angeordnet sein muss. Im Gegensatz zu den Fußgängerfurten sind sie nicht nur an Ampeln markiert, sondern auch dann, wenn ein Radweg oder ein für den Radverkehr freigegebener Gehweg entlang einer Vorfahrtsstraße oder einer anderweitig bevorrechtigten Straße verläuft. Für Österreich steht näheres unter Radfahrerüberfahrt.

## Merkmale der Fußgängerfurt
Für den Fußgängerquerverkehr sind an Ampelanlagen Fußgängerfurten einzurichten. Ferner dürfen Überwege, die durch Schülerlotsen, Schulweghelfer oder sonstige Verkehrshelfer gesichert werden, durch unterbrochene Linien abgegrenzt werden. Darüber hinaus ist eine derartige Markierung auf den Straßen unzulässig.
Die unterbrochenen Quermarkierungen verlaufen in der Regel vier Meter voneinander entfernt. Mindestens einen Meter vor jeder Fußgängerfurt ist eine Haltlinie (Zeichen 294) auf der Fahrbahn zu markieren. Nur wenn die Furt hinter einer Kreuzung oder Einmündung verläuft, entfällt die Haltlinie auf jener Seite, die der Kreuzung oder Einmündung zugewandt ist. Die Markierung hat eine Breite von 12 oder 15 cm (Schmalstrich). Details werden in Deutschland durch die „Richtlinien für die Markierung von Straßen“ (RMS), die „Richtlinien für Lichtsignalanlagen“ (RiLSA) und die Verwaltungsvorschrift zur StVO geregelt. Mitunter werden die speziellen Fußgängerübergänge nachts mit besonderen Beleuchtungen markiert durch Licht aus intensiv gelben Natriumdampflampen.
Die Fußgängerfurt hat in Deutschland mit dem Fußgängerüberweg, auch „Zebrastreifen“ genannt, nichts gemein. Besondere Furtmarkierungen für Fußgänger gibt es in Österreich und der Schweiz nicht. Sowohl ampelgeregelte als auch nicht ampelgeregelte Fußgängerquerungen werden mit Zebrastreifen markiert, vergleiche dazu die Regelungen in Österreich und der Schweiz.

## Merkmale der Radwegefurt

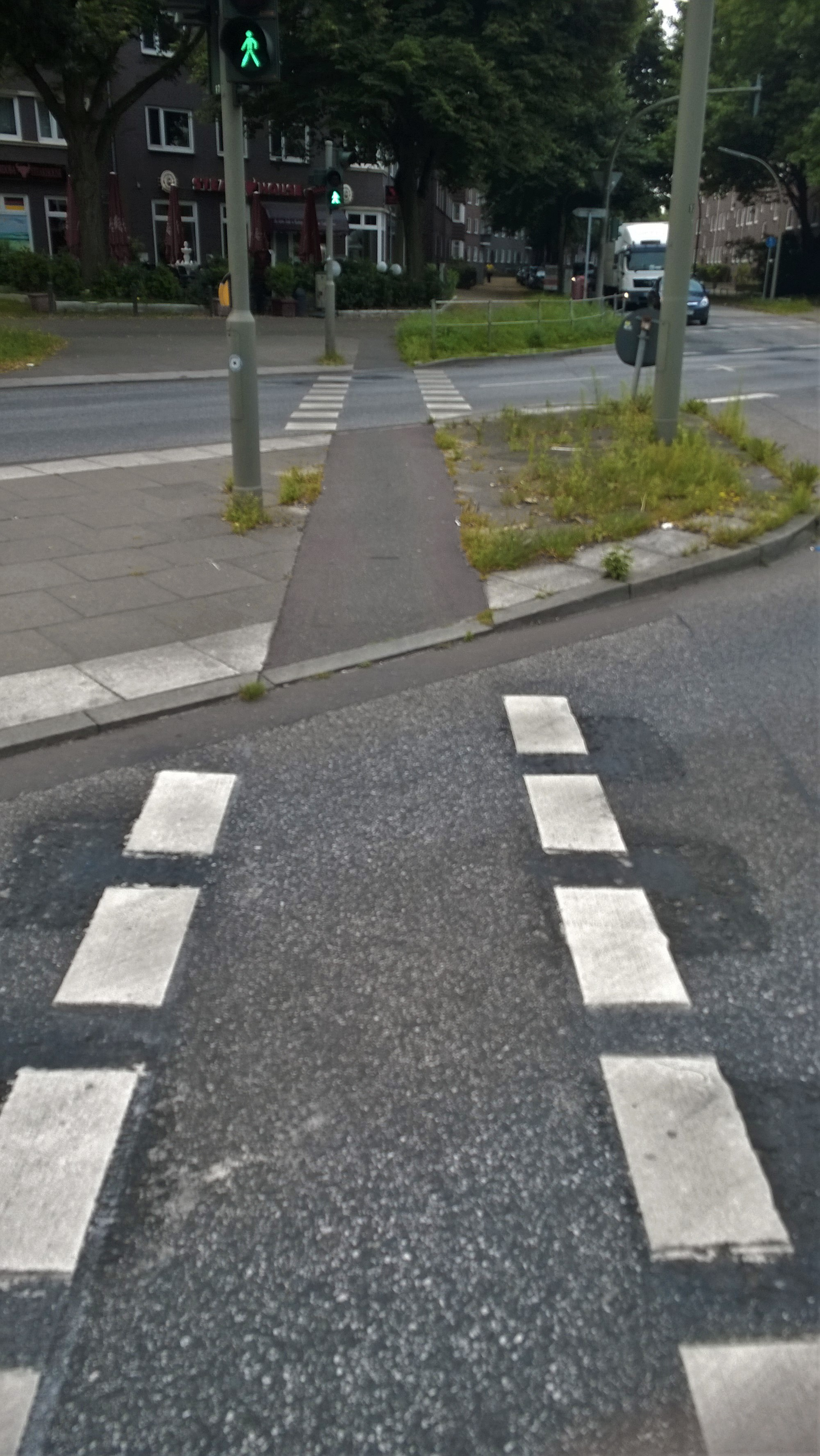
Radwegefurt mit neuer (Vordergrund) und alter Markierungsart (Hintergrund)

Radwegefurten müssen im Zuge von Radwegen an Vorfahrtsstraßen sowie an entsprechenden Gehwegen, die für Radfahrer freigegeben sind, markiert werden. Bis zum 1. September 2009 mussten sie auch an Ampeln mit Radwegen markiert werden.
Die unterbrochenen Quermarkierungen sollen in der Regel 2 m Abstand haben. Davon abweichend, beträgt der Abstand bei der Freigabe von Radwegen für zwei Fahrtrichtungen in der Regel 3 m. Diese Details sind für Deutschland in Straßenbaurichtlinien geregelt. Die Markierungen haben eine Breite von 25 cm und weisen alle 50 cm eine Lücke von 20 cm Länge auf. Nebeneinander liegende Fußgänger- und Radwegefurten können durch eine gleichartige Markierung getrennt sein.